# 줄리언 그린
율리언 웨슬리 그린 (Julian Wesley Green, 1995년 6월 6일, 플로리다주 탬파 ~) 은 미국의 축구 선수로, 현재 2. 분데스리가 클럽 SpVgg 그로이터 퓌르트와 미국 국가대표팀에서 공격형 미드필더, 윙어로 활약하고 있다. 성인 국가대표팀 경기에 출전하기 전까지, 그린은 이중 국적을 가짐에 따라, 독일과 미국의 청소년 국가대표팀에서 활약하였었다.

## 클럽 경력
2013년 11월 8일, 그린은 바이에른 뮌헨과 2017년까지 유효한 계약을 체결하였다. 그린은 2013년 11월 27일, 그린은 CSKA 모스크바와의 UEFA 챔피언스리그 경기에서 88분에 마리오 괴체와 교체 투입되어 프로 무대에 첫 발을 내디뎠다. 그는 FIFA 클럽 월드컵 2013에서 뒤늦게 부상당한 아르연 로번의 대타로 바이에른의 스쿼드에 이름을 올렸다.

## 국가대표팀 경력
그린은 플로리다주 탬파 출신으로, 미국인 아버지와 독일인 어머니 사이에서 태어났다. 그의 가족은 그가 2살이 되었을 때 독일로 이주하였다. 미국이나 독일 국가대표팀에서 뛸 수 있었기 때문에, 그는 양쪽의 협회로부터 모두 제의를 받았다.
그의 국가대표팀 경력은 독일의 U-16 국가대표팀과 U-17 국가대표팀을 거치면서 시작되었다. 2012년 9월, 그린은 네덜란드와의 국제 친선경기에서 미국 U-18 국가대표로 출전하였고, 이 경기에서 득점을 하며 4-2 승리에 일조하였다.
그린은 독일의 U-19 국가대표로 2014년 UEFA U-19 축구 선수권 대회에 참가하였었다.
그린은 2013년 11월에 위르겐 클린스만 미국 성인 국가대표팀 감독의 부름을 받았으나, 그는 이중 국적 선수들에 한해 한번의 국적 변경만이 가능하며 스스로 국적 결정을 하지 않음에 따라 거절하였다. 대신 그는 독일 U-19 대표팀 소속으로 프랑스와의 친선경기에 출전하였다.
2014년 3월 5일, 그는 우크라이나와의 경기를 앞두고 미국 국가대표 훈련에 임하였다. 그린은 2014년 3월 18일, 미국으로 국적을 변경하기 위해 서류를 제출하였다. 그린은 미국 국가대표로 출전할 것을 결정한 것에 대해 "저는 플로리다 출신이며 제 아버지가 아직도 그 곳에 거주하시므로, 저는 미국에 깊은 뿌리를 두고 있으며, 저는 미국을 대표로 하는 것이 매우 자랑스럽습니다." 라고 의사를 밝혔다.
2014년 3월 24일, FIFA는 그린의 국적 변경을 승인하였고, 그는 즉시 미국 국가대표로의 출전이 가능하게 되었다. 이틀 후, 그린은 성인 국가대표팀에 멕시코와의 4월 평가전을 앞두고 처음으로 차출되었다. 그린은 이 경기의 후반전에 데뷔하였다.
그린은 2014년 5월 12일, 브라질에서 열릴 2014년 FIFA 월드컵을 앞둔 훈련에 합류하면서 공식적으로 미국 국가대표팀의 일원이 되었다. 그는 5월 22일에 23인 최종 엔트리에 이름을 올렸다.
2014년 7월 1일, 그린은 벨기에와의 16강전에서 교체 투입된지 2분도 안된 107분에 첫 볼터치를 발리슛 득점으로 연결하면서 미국의 FIFA 월드컵 역사상 최연소 득점 선수가 되었다.

## 경력 통계
2018년 5월 13일 기준
| 클럽                   | 시즌      | 리그                  | 리그 | 리그 | 컵1  | 컵1 | 클럽대항전2 | 클럽대항전2 | 합계 | 합계 | 출처   |
| 클럽                   | 시즌      | 리그                  | 출장 | 골   | 출장 | 골  | 출장        | 골          | 출장 | 골   | 출처   |
| ---------------------- | --------- | --------------------- | ---- | ---- | ---- | --- | ----------- | ----------- | ---- | ---- | ------ |
| 바이에른 뮌헨 II       | 2013–14   | 레기오날리가 바이에른 | 23   | 15   | —    | —   | —           | —           | 23   | 15   | [ 21 ] |
| 바이에른 뮌헨 II       | 2015–16   | 레기오날리가 바이에른 | 28   | 10   | —    | —   | —           | —           | 28   | 10   | [ 22 ] |
| 바이에른 뮌헨 II       | 합계      | 합계                  | 51   | 25   | —    | —   | —           | —           | 51   | 25   | —      |
| 바이에른 뮌헨          | 2013–14   | 분데스리가            | 0    | 0    | 0    | 0   | 1           | 0           | 1    | 0    | [ 21 ] |
| 바이에른 뮌헨          | 2015–16   | 분데스리가            | 0    | 0    | 0    | 0   | 1           | 0           | 1    | 0    | [ 22 ] |
| 바이에른 뮌헨          | 2016–17   | 분데스리가            | 0    | 0    | 2    | 1   | 0           | 0           | 2    | 1    |        |
| 바이에른 뮌헨          | 합계      | 합계                  | 0    | 0    | 2    | 1   | 2           | 0           | 4    | 1    | —      |
| 함부르거 SV (임대)     | 2014–15   | 분데스리가            | 5    | 0    | 0    | 0   | —           | —           | 5    | 0    | [ 23 ] |
| 함부르거 SV II (임대)  | 2014–15   | 레기오날리가 노드     | 1    | 0    | —    | —   | —           | —           | 1    | 0    | [ 23 ] |
| VfB 슈투트가르트       | 2016–17   | 2. 분데스리가         | 10   | 1    | 0    | 0   | —           | —           | 10   | 1    |        |
| VfB 슈투트가르트       | 2017–18   | 분데스리가            | 0    | 0    | 0    | 0   | —           | —           | 0    | 0    |        |
| VfB 슈투트가르트       | 합계      | 합계                  | 10   | 1    | 0    | 0   | —           | —           | 10   | 1    |        |
| 그로이터 퓌르트 (임대) | 2017–18   | 2. 분데스리가         | 24   | 3    | 0    | 0   | —           | —           | 24   | 3    |        |
| 경력 합계              | 경력 합계 | 경력 합계             | 90   | 29   | 2    | 1   | 2           | 0           | 94   | 30   | —      |

- 1.^ 독일 컵 경기 포함
- 2.^ UEFA 챔피언스리그 경기 포함

### 국가대표팀 득점 기록
아래의 점수에서 왼쪽의 점수가 미국의 점수이다.
| 국가대표팀 득점 | 국가대표팀 득점  | 국가대표팀 득점                                       | 국가대표팀 득점 | 국가대표팀 득점 | 국가대표팀 득점 | 국가대표팀 득점    | 국가대표팀 득점 |
| #               | 날짜             | 경기장                                                | 상대            | 점수            | 최종결과        | 대회               |                 |
| --------------- | ---------------- | ----------------------------------------------------- | --------------- | --------------- | --------------- | ------------------ | --------------- |
| 1.              | 2014년 7월 1일   | 아레나 폰치 노바, 사우바도르, 브라질                  | 벨기에          | 1–2             | 1–2             | 2014년 FIFA 월드컵 |                 |
| 2.              | 2016년 10월 7일  | 에스타디오 페드로 마레로, 아바나, 쿠바                | 쿠바            | 2–0             | 2–0             | 친선 경기          |                 |
| 3.              | 2016년 10월 11일 | 로버트 F. 케네디 메모리얼 스타디움, 워싱턴 D.C., 미국 | 뉴질랜드        | 1–0             | 1–1             | 친선 경기          |                 |
| 4.              | 2018년 6월 9일   | 파르크 올랭피크 리요네, 리옹, 프랑스                  | 프랑스          | 1–0             | 1–1             | 친선 경기          |                 |